# Египтопитек
Египтопитек (лат. Aegyptopithecus) — вымерший род узконосых обезьян, известный по окаменелостям с территории Египта.

## Открытие

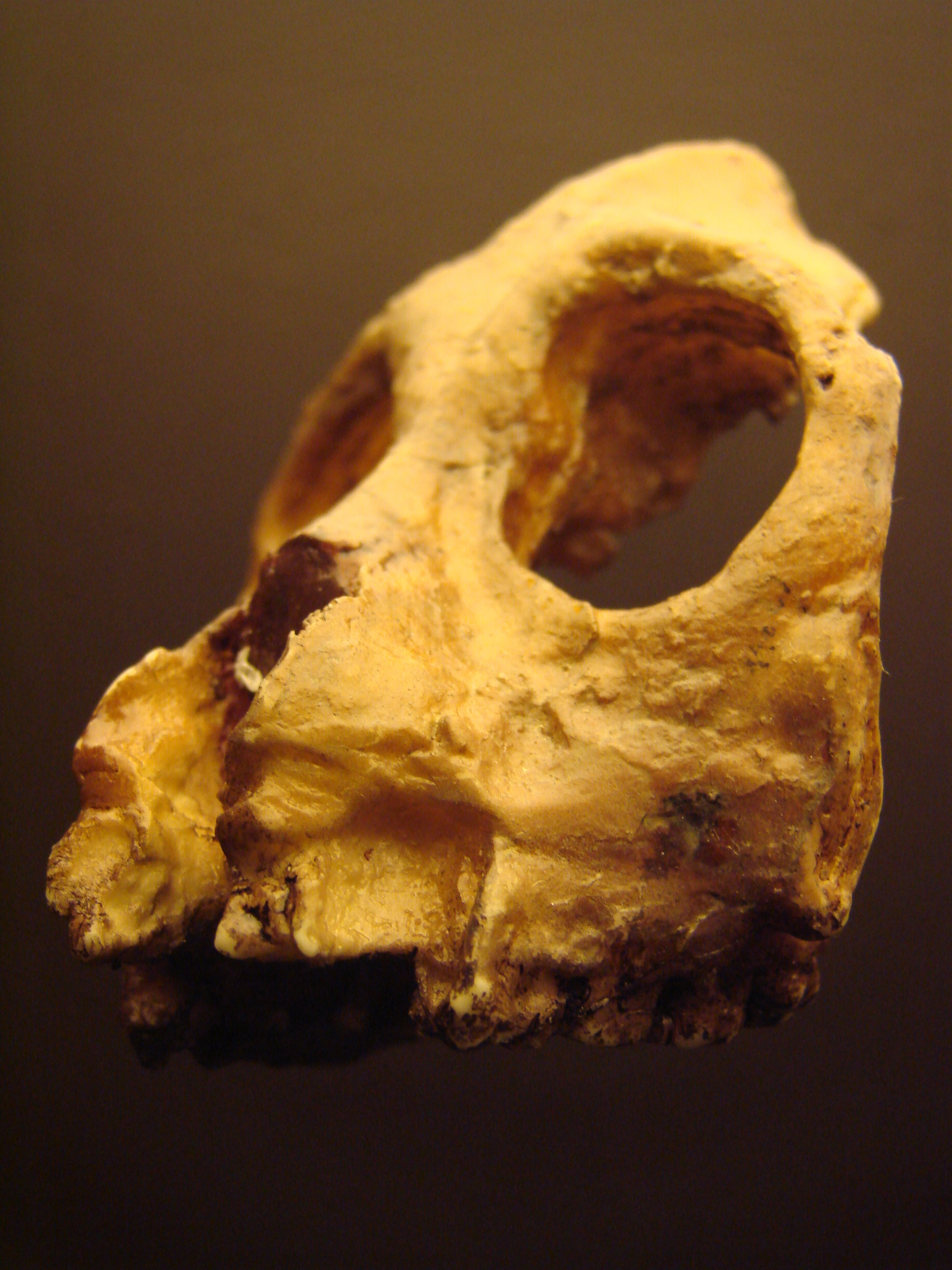
Череп египтопитека

Известен один вид Aegyptopithecus zeuxis, найденный в Фаюмском оазисе. Впервые его останки были обнаружены в 1965 году в отложениях раннего олигоцена возрастом 33—29 млн лет. По альтернативной точке зрения некоторых авторов, многочисленные останки египтопитека, обнаруженные в Фаюме, следует отнести к роду Propliopithecus, известному по одной нижней челюсти.

## Описание

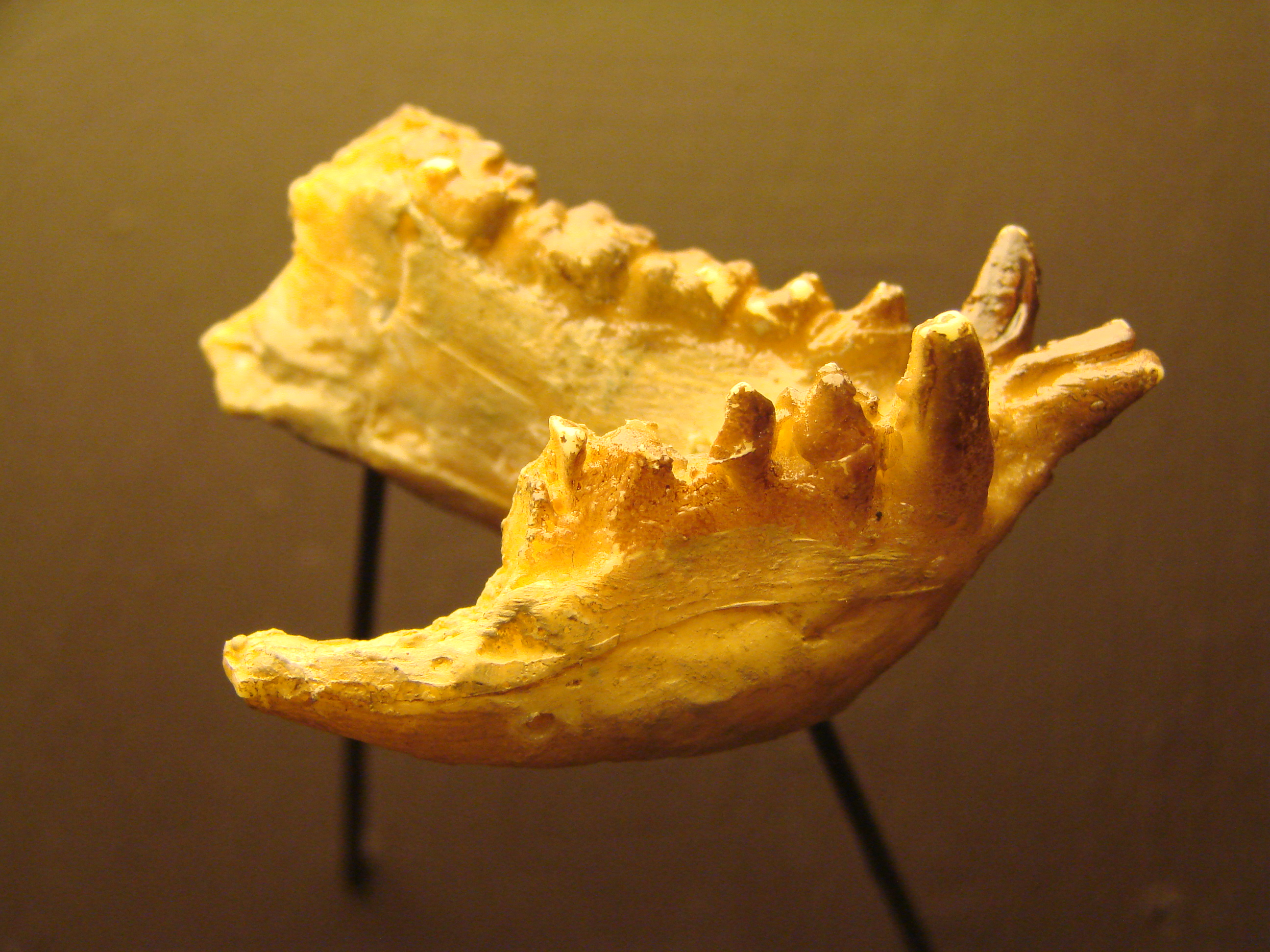
Челюсть египтопитека

Данный род считается базальным для узконосых приматов, жившим до разделения узконосых на мартышковых и человекообразных. Поэтому его относят к группе ранних узконосых (Eocatarrhini), а мартышковых и человекообразных — к настоящим узконосым (Eucatarrhini). Изучив найденную в 2009 году бедренную кость Aegyptopithecus zeuxis, который жил около 30 млн лет назад, учёные пришли к выводу, что по строению она одинаково далека от бедренных костей и среднемиоценового рода Victoriapithecus, и раннемиоценового рода Homunculus, а значит египтопитек является предком и широконосых, и узконосых обезьян.
В карьере I (DPC 5262 и 8709) и карьере M (DPC 2480) были найдены останки трёх бедренных костей. Египтопитек был четвероногим существом. Был развит половой диморфизм. Зубная формула египтопитека — 2:1:2:3. Объём мозга невелик: у самки CGM 85785 — 14,63 см3, у самца CGM 40237 — 21,8 см3. Масса тела — от 3 кг у самок до 6,7 кг у самцов. Египтопитек обитал на территории, густо покрытой субтропической растительностью, и вёл дневной образ жизни.
Кладограмма 2019 года:

|  | \| \| Aegyptopithecus \| \| \| \| \| \| Propliopithecus \| \| \| \| |
|  |                                                                     |
|  | Moeripithecus                                                       |
|  |                                                                     |
|  | Aegyptopithecus                                                     |
|  |                                                                     |
|  | Propliopithecus                                                     |
|  |                                                                     |

|  | Aegyptopithecus |
|  |                 |
|  | Propliopithecus |
|  |                 |